# Đoàn Công Uẩn
Đoàn Công Uẩn (?-?)- một mãnh tướng thời Lê, tên dân gian là Đoàn mãnh tướng.

## Gia thế
Đoàn Công Uẩn hay Đoàn Uẩn là con trai của Đoàn Phúc Lanh. Đoàn Phúc Lanh là quan huyện lệnh huyện Trường Tân, Phủ Tân An, lộ Hồng Châu vào đời vua Trần Thuận Tông (1388-1398), (nay là huyện Gia Lộc tỉnh Hải Dương). Do có công với triều đình được vua cấp lộc điền tại tổng Quảng Nạp nay là làng Quảng Nạp, xã Thụy Trình, huyện Thái Thụy, tỉnh Thái Bình. Ông sinh ra và lớn lên tại đây. Trong khi hoạt động chống giặc Minh, ông bị bắt và bị giết bằng cách lột xác. Con đường nơi ông bị giết được dân làng đặt tên là "con đường Ngô lột".

## Bối cảnh lịch sử chống giặc Minh
Năm Canh Thìn 1400, Hồ Quý Ly sau nhiều năm nắm trọng quyền, soán ngôi vua của Trần Thiếu Đế tự lập làm Hoàng đế, lấy quốc hiệu là Đại Ngu- lập ra nhà Hồ (1400-1407), do đó nhân dân và các quan lại bất bình, hoàng thất nhà Trần dấy binh một phen nhằm giành lại vương triều. Phò mã đô uý Vũ Uy và phò mã Phùng Thế Kỳ đưa tất cả con em, thân quyến và nhân mục về Tô Xuyên (nay thuộc xã An Mỹ, huyện Quỳnh Phụ, tỉnh Thái Bình) lập căn cứ chống nhà Hồ nhưng đại sự không thành. Tô Xuyên là quê cũ của họ Đoàn với truyền khẩu và được ghi trong gia phả dòng họ: Tiền cư Noi -Cáo, hậu đáo Tô Xuyên, ốc tại Tu Trình, ký cư Quảng Nạp.
Triều đình nhà Minh vốn rất muốn xâm lăng Đại Ngu, đã nhân cơ hội Hồ Quý Ly cướp ngôi nhà Trần để đưa quân tràn vào đất Việt năm 1406. Hồ Quý Ly liên tục thất bại và đến tháng 6 năm 1407 thì bị quân nhà Minh bắt cùng các con trai là Hồ Nguyên Trừng và Hồ Hán Thương, từ đây nhà Hồ sụp đổ.
Năm 1407 Hưng nghĩa hầu Vũ Uy vào Lam Sơn giúp Lê Lợi đánh đuổi giặc Minh, tướng quân Phùng Thế Kỳ và quan huyện lệnh Đoàn Phúc Lanh ở lại phủ tiếp tục chống quân xâm lược nhà Minh. Năm đó, Đoàn Công Uẩn mới ngoài 20 tuổi, căm thù giặc tàn sát dân lành, ông cùng một số trai làng ban ngày ẩn trốn, ban đêm tìm mưu giết giặc, ông nghĩ ra kế khuyên dân làng lấy cói biển đập dập, đan thành bao bì để ban đêm chui vào đó nằm cho khỏi muỗi. Giặc Minh thấy thế bắt dân làng đan thật nhiều bao cói nộp cho chúng để chúng ngủ tránh muỗi. Ban đêm khi các đồn giặc đã yên giấc ngủ trong những bao cói, Đoàn Công Uẩn tổ chức một đội dân binh nửa đêm đột nhập vào đồn giặc, lấy dao đâm chết từng tên nằm trong bao, rồi bí mật rút ra. Bọn giặc bị chết nhiều hoảng sợ, chúng ra sức truy lùng ông.
Một đêm, sau khi giết được mấy chục tên giặc, ông bị chúng mai phục bắt được. Giặc tra tấn thế nào ông cũng không khai, cuối cùng chúng đã giết ông bằng cách lột xác ông tại một con đường. Ngày nay, con đường đó vẫn còn sử tích, dân làng đặt tên "con đường Ngô Lột".

## Sắc phong và thờ phụng
Phần mộ táng của ông nằm ở ngay cạnh "con đường Ngô Lột" vẫn còn được tồn tại đến ngày nay. Năm 1992, dòng họ Đoàn ở Thụy Trình đã tổ chức trùng tu, tôn tạo ngôi mộ để bảo tồn, thờ cúng lâu dài.
Sau khi khởi nghĩa Lam Sơn đại thắng đánh đuổi được giặc Minh (nhà Minh) xuân lược, Lê Lợi lên ngôi Hoàng đế vào ngày 15 tháng 3, năm 1428, sử gọi là Lê Thái Tổ, chính thức dựng lên triều Hậu Lê trong lịch sử Việt Nam, quốc hiệu Đại Việt, đóng đô ở Thăng Long và đổi tên Thăng Long thành Đông Kinh (東京) vào năm Thuận Thiên thứ hai (1430). Tấm gương anh dũng của Đoàn Công Uẩn làng Quảng Nạp được vua Lê Hiến Tông niên hiệu Cảnh Hưng năm thứ 18 sắc phong:
Đoàn mãnh tướng dũng liệt, phù tộ, triệu mưu, tả bộ, cương nghị, quả đoán, đốc bật hồng tục, khoan nhân, trợ thắng, thành công
Các vua đời sau đều giao cho dân tổng Quảng Nạp tòng tiền phụng sự thờ Đoàn mãnh tướng quân. Biết ơn công lao của Đoàn mãnh tướng quân và theo sắc phong của triều đình, dân tổng Quảng Nạp đã tôn ông là Thành hoàng làng, thờ tại đình Bắc nay thuộc thôn Bắc và đình làng Quảng Nạp xã Thụy Trình, huyện Thái Thụy, tỉnh Thái Bình.
Hiện nay, Đình làng Quảng Nạp xã Thụy Trình, huyện Thái Thụy, tỉnh Thái Bình đã được Bộ trưởng Bộ Văn hoá, Thể thao và Du lịch ký Quyết định công nhận là Di tích lịch sử văn hóa cấp quốc gia ngày 31 tháng 10 năm 2011. 
Tưởng nhớ ghi công quan huyện lệnh Đoàn Phúc Lanh và Đoàn mãnh tướng quân, ngay từ thời Lê, con cháu họ Đoàn đã xây dựng nhà thờ để cùng phối thờ liệt tổ, đến đời vua Thành Thái thời Nguyễn năm thứ 15 tiến hành trùng tu lại. Trong thời kỳ kháng chiến chống thực dân Pháp, từ đường là nơi tập trung tuần phòng trị an của đội Tự vệ bí mật.
Sau Cách mạng tháng 8 năm 1945, từ đường là trụ sở của Huyện uỷ Thụy Anh làm căn cứ mở lớp truyền bá chủ nghĩa Mác - Lê Nin cho cán bộ cấp huyện. Khi cơ quan của huyện Thụy Anh rút đi, cơ quan Kiến Hải Hải Phòng đến sơ tán lấy từ đường làm nơi huấn luyện cán bộ hoạt động bí mật. Năm 1957, từ đường là trụ sở học tập của đội cải cách và giảm tô. Hiện nay, ngôi từ đường cổ kính rộng lớn hình chữ đinh, 3 gian tiền tế, 3 gian hậu cung này vẫn còn được lưu giữ nguyên vẹn tại thôn Thượng, làng Quảng Nạp, được nhân dân trong vùng xếp vào hàng anh cả trong hương đẳng thời xưa. Trong từ đường còn nguyên các cột quân, cột cái, đồ thờ bằng gỗ, bát biển, nhang án, chấp kính cổ quý giá được con cháu họ Đoàn bảo tồn và thờ cúng.